# Відділ планетних наук
Відділ планетних наук (англ. Division for Planetary Sciences, DPS) — підрозділ Американського астрономічного товариства, який займається дослідженнями Сонячної системи.
Відділ планетних наук був заснований у 1968 році. Першими членами організаційного комітету були Едвард Ендерс, Льюїс Бренскомб, Джозеф Чемберлен (Joseph W. Chamberlain), Річард Гуді, Джон Голл (John S. Hall), Арвідас Кліоре (Arvidas Kliore), Майкл МакЕлрой, Тобіас Овен (Tobias Owen), Гордон Петтенгілл, Карл Саган і Гарлан Сміт.
Станом на 2009 рік це найбільший спеціалізований підрозділ в Американському астрономічному товаристві. Станом на жовтень 2010 року він мав близько 1415 членів, у тому числі близько 20 % науковців з-за меж США.
Відділ планетних наук присуджує шість нагород:
- Премія Джерарда Койпера вшановує видатний внесок у планетологію.
- Премія Юрі відзначає видатні досягнення в планетології молодих науковців.
- Премія Мазурського відзначає заслуги перед планетологією та планетними дослідженнями.
- Медаль Карла Сагана присуджують активним популяризаторам планетології.
- Премія Джонатана Ебергарта за журналістику в планетних науках відзначає авторів видатних популярних робіт із планетних наук.
- Премія Клаудії Алекзандер відзначає видатні досягнення в планетних дослідженнях вчених в середині кар'єри.

Відділ планетних наук щорічно з 1970 року проводить конференції (англ. DPS meetings).
Офіційним журналом Відділу планетних наук є Icarus.